# Josef Jann
Josef Jann (5. listopadu 1911 - ???) byl český a československý politik Komunistické strany Československa a poúnorový poslanec Národního shromáždění ČSR.

## Biografie
Ve volbách roku 1948 byl zvolen do Národního shromáždění za KSČ ve volebním kraji České Budějovice. V parlamentu setrval do dubna 1952, kdy rezignoval a nahradila ho Marie Křížová.
V roce 1950 se uvádí jako předseda krajské komise pro zemědělskou výrobu a výkup v Českobudějovickém kraji.